# Guillaume Peltier
Ne doit pas être confondu avec Martin Peltier.
Pour les articles homonymes, voir Peltier.
Guillaume Peltier, né le 27 août 1976 à Paris, est un homme politique français.
Au début de sa carrière, il enseigne l'histoire-géographie en lycée. Ensuite, en complément de sa vie politique, il devient consultant en communication et chroniqueur politique.
Il commence sa vie politique par un passage au Front national de la jeunesse entre 1996 et 1998, puis au Mouvement national républicain (MNR) de Bruno Mégret de 1999 à 2000. Il adhère en 2001 au Mouvement pour la France (MPF) de Philippe de Villiers, où il occupe notamment la fonction de secrétaire général.
En 2009, il opte pour l'Union pour un mouvement populaire (UMP) – devenue ultérieurement Les Républicains (LR). Avec Geoffroy Didier, il fonde au sein de l’UMP le mouvement La Droite forte, qui arrive en tête du congrès de 2012. Il est ensuite vice-président délégué (« numéro deux ») de LR de 2019 à 2021.
Il devient maire de Neung-sur-Beuvron et président de la communauté de communes de la Sologne des Étangs en 2014, mandats qu'il quitte en 2017 après avoir été élu député de la 2e circonscription de Loir-et-Cher. Il est également élu conseiller départemental de Loir-et-Cher dans le canton de Chambord en 2021.
Lors de la campagne présidentielle de 2022, il devient porte-parole du candidat d'extrême droite Éric Zemmour et vice-président exécutif de son parti, Reconquête. Ce ralliement conduit à son exclusion de LR et de son groupe parlementaire. Candidat à sa réélection aux élections législatives qui suivent, Guillaume Peltier est battu au premier tour.
Aux élections européennes de 2024, il se présente en deuxième position sur la liste Reconquête menée par Marion Maréchal, ce qui lui permet de devenir député européen. Dans la foulée, il fait partie des quatre des cinq parlementaires Reconquête à être exclu du parti par Éric Zemmour. Il rejoint ensuite Identité-Libertés (IDL), fondé par Marion Maréchal.

## Biographie

### Jeunesse et famille
Guillaume Peltier grandit en banlieue parisienne dans une HLM de la porte de Vanves, au sein d'une famille de classe moyenne et de sensibilité de gauche ; son père est artisan plombier et sa mère laborantine. Il est étudiant en hypokhâgne au lycée Blomet (École normale catholique), en khâgne au lycée Lakanal à Sceaux (1995), puis à la Sorbonne (licence d'histoire en 1997 et maîtrise en 1998), avant de devenir professeur certifié d'histoire-géographie en septembre 1999. Il milite à l'UNI. Il est père de cinq enfants.

### Carrière professionnelle
En juillet 1999, il est lauréat du CAPES. Il quitte ses engagements associatifs et politiques et est nommé professeur d’histoire-géographie au lycée public Philippe-Lebon à Joinville, dans la Haute-Marne. En septembre 2000, il est nommé professeur à Épernay.
En octobre 2008, il crée sa propre EURL de communication politique, institutionnelle et d'entreprise, baptisée Com1+ et dont les bureaux sont situés avenue de Grammont, à Tours. Cette société publie La Lettre de l'opinion, un magazine numérique bimensuel de décryptage des enquêtes d’opinion. En 2012, l’entreprise emploie près d'une dizaine de salariés et présente un chiffre d'affaires supérieur à un million d'euros.
À partir d'avril 2011, Guillaume Peltier devient intervenant à l'université d'Orléans en master 2 pour un cours intitulé « Conseil politique et communication ».
Il est invité permanent de la chronique politique de Ruth Elkrief sur BFM TV et d'Olivier Galzi sur i>Télé à partir de décembre 2011, Guillaume Peltier débat chaque semaine face à ses homologues du Parti socialiste. Chaque samedi, il affronte ainsi François Kalfon, spécialiste opinion du PS, dans le cadre de l'émission le Match de l'opinion.
Le 3 juin 2014, une perquisition a lieu à son domicile de Neung-sur-Beuvron dans le cadre d'une enquête pour délit de favoritisme et prise illégale d'intérêts présumé et de soupçons de non-respect par la ville de Menton des règles d'attribution des marchés, dossier dans lequel serait également impliqué Bygmalion (chacun aurait répondu à deux marchés semblables se situant juste en dessous du seuil de 15 000 euros qui aurait obligé à une mise en concurrence),. Le 11 décembre 2014, il est placé en garde à vue dans le cadre de l'enquête pour délits présumés de favoritisme et prise illégale d'intérêts à la mairie de Menton. La plainte qui est à l'origine de cette affaire est jugée « inepte » par Jean-Claude Guibal, maire de Menton. Aucune charge n’est finalement retenue contre lui.

## Parcours politique

### Débuts en politique au FN (1996-1998)
Guillaume Peltier adhère en 1996 au Front national de la jeunesse (FNJ), mouvement de jeunesse du Front national. Sous la direction de Samuel Maréchal, père de Marion Maréchal-Le Pen, il est chargé de capter les jeunes catholiques traditionalistes courtisés par Bernard Antony. En 1996, il fonde avec Nicolas Bay l'association Jeunesse Action Chrétienté, un mouvement proche de l'organisation Ichtus qui se mobilise contre le PACS et l'euthanasie.
En 1998, aux côtés de Jean-Yves Le Gallou ou Jean Haudry, il participe à un numéro de la revue Offensive pour une Europe enracinée, qui s'attache à démontrer que l'Europe tire ses racines de « la grande civilisation originelle et commune indo-européenne ».

### Membre du MNR (1998-2000)
Guillaume Peltier quitte le Front national en août 1998, déclarant ne pas vouloir se rendre « complice » de la croisade antimégrétiste.
Après la scission entre Jean-Marie Le Pen et Bruno Mégret, Guillaume Peltier prend parti pour le second et assiste au congrès fondateur du MNR à Marignane,,. Il entre à la direction du Mouvement national de la jeunesse, l'organisation de la jeunesse du parti mégrétiste, en compagnie de Philippe Schleiter. En février 1999, il participe à la fondation du Front de la jeunesse.
Il est également, pendant quelques mois en 2000, secrétaire général de l'Alliance avec les chrétiens en politique (ACEP), une association politique de laïcs chrétiens, d'esprit œcuménique, dont il a été exclu.

### Mouvement pour la France (2001-2008)

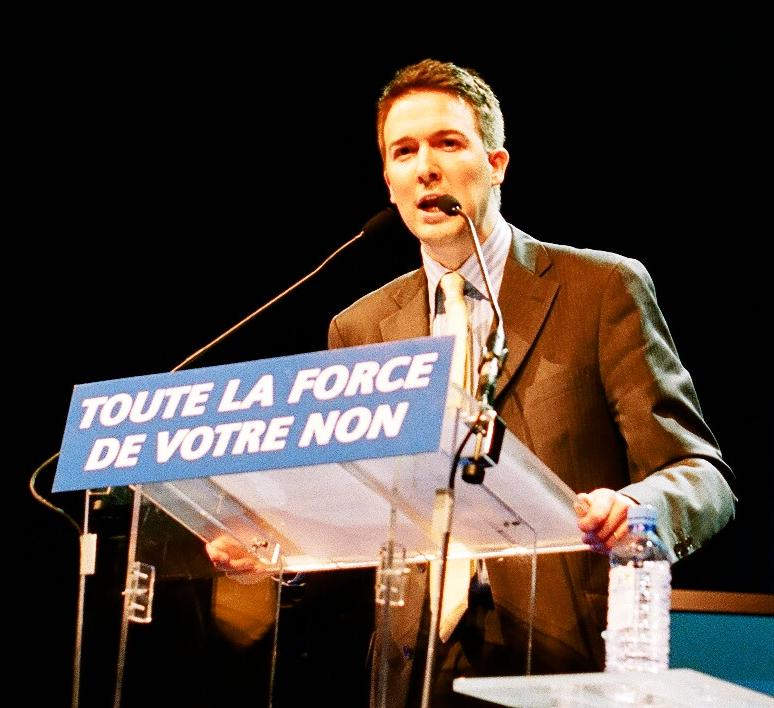
Guillaume Peltier à un meeting du MPF le 22 mai 2005, à Paris.

En mai 2000, il se présente à Épernay sur la liste divers droite conduite par Franck Leroy.
Après avoir approché Charles Millon, il rencontre en 2000 Philippe de Villiers. Celui-ci le nomme responsable des jeunes du MPF l’année suivante, en 2001.
Il se met alors en congé de l'Éducation nationale et devient permanent du MPF. Il est également nommé assistant parlementaire du député européen Thierry de La Perrière.
De 2001 à 2006, il est le premier président des Jeunes pour la France,.
En 2002, après avoir obtenu 2,89 % des suffrages exprimés aux élections législatives dans la sixième circonscription de la Marne, il est condamné à un an d'inéligibilité par le Conseil constitutionnel, qui avait été saisi par la Commission nationale des comptes de campagne.
En 2003, il devient secrétaire général du MPF en remplacement de Thierry de La Perrière, et conduit la liste MPF dans la circonscription Massif central-Centre lors des élections européennes de 2004 et co-dirige la campagne nationale de Philippe de Villiers au niveau national avec Thierry Coste. Il recueille 6,62 % des voix et n'obtient aucun élu. Lors du référendum du 29 mai 2005, il est directeur de campagne du MPF et l'un des organisateurs du meeting du 21 mai, qui réunit environ 5 000 personnes au Palais des sports de Paris.
En octobre 2005, Guillaume Peltier est nommé porte-parole de la campagne présidentielle de Philippe de Villiers.
En 2006, le trésorier du MPF, Bruno Georges, décide également de démissionner. Guillaume Peltier est très critique à l'égard de la politique de Nicolas Sarkozy, alors ministre de l'Intérieur, qu'il qualifie à cette époque d'imposteur. Se déclarant républicain, laïc et anticlérical, il affirme se battre « contre toutes les formes de communautarisme » et se sentir « plus proche des déclarations d'un Manuel Valls que des projets d'un Nicolas Sarkozy en la matière ».
Il est candidat aux élections législatives de 2007 dans la 1re circonscription d'Indre-et-Loire et obtient 5,92 % des voix. Selon Libération, Guillaume Peltier participe aux négociations avec Brice Hortefeux pour les accords UMP/MPF.
Lors de l'élection municipale de 2008 de Tours, il conduit une liste qui s'oppose notamment à celles du maire sortant PS Jean Germain et de l'ancien ministre de la Culture Renaud Donnedieu de Vabres, et recueille 8,44 % des suffrages. Donnedieu de Vabres refusant une fusion de sa liste avec la sienne, il décide par mesure de rétorsion de ne pas appeler à voter pour Donnedieu de Vabres au deuxième tour ; en réaction, alors qu'il avait été investi candidat officiel UMP aux élections cantonales sur le canton de Tours-Val-du-Cher, l'UMP décide de présenter un autre candidat, et Guillaume Peltier recueille 21,87 % des voix, contre 54,68 % pour Gérard Gernot, le candidat PS, et 10,84 % pour Nourdine Tarkany, candidat officiel UMP-Nouveau Centre.
Il quitte, en mai 2008, son poste de secrétaire général du MPF, et en juin son poste de porte-parole. Le 10 juillet 2008, La Nouvelle République du Centre-Ouest publie un article où Guillaume Peltier annonce que l'« histoire avec le MPF » est « finie ».

### Cadre de l'UMP puis de LR (2009-2022)
En juin 2009, il adhère à l'UMP et se rapproche de Jean-François Copé : selon Le Figaro, il aurait largement participé à l'écriture d'Un député ça compte énormément, ouvrage de ce dernier. Son adhésion à l'UMP ne fait pas l'unanimité au sein du parti présidentiel en Indre-et-Loire. Il est nommé responsable de la communication de la fédération UMP d'Indre-et-Loire en juin 2010.
Investi candidat de l'UMP aux élections cantonales de 2011 dans le canton de Tours-Sud, Guillaume Peltier est battu de justesse par le socialiste sortant, Claude-Pierre Chauveau, qui le devance de 55 voix (50,71 % contre 49,29 %).
À partir de septembre 2011, il fait partie de la cellule Ripostes réunie autour de Brice Hortefeux pour défendre le bilan de Nicolas Sarkozy dans les médias dans la perspective de l'élection présidentielle de 2012.
Le 11 janvier 2012, Guillaume Peltier est nommé secrétaire national de l'UMP chargé des études d'opinion et des sondages,.
Le 28 janvier 2012, il est investi pour les élections législatives candidat UMP sur la première circonscription d'Indre-et-Loire et intègre quelques semaines plus tard l'équipe de porte-paroles du candidat UMP à la présidentielle, Nicolas Sarkozy. Ainsi, il rejoint Emmanuelle Mignon, conseillère stratégique de la campagne présidentielle, Guillaume Lambert, directeur de campagne, le conseiller Patrick Buisson, l'ex-sondeur Pierre Giacometti, Jean-Michel Goudard (ancien publicitaire d'Euro RSCG), mais aussi Henri Guaino et Franck Louvrier,.
À la suite de l'officialisation de la candidature de Nicolas Sarkozy, le 15 février 2012, le président sortant mobilise une équipe de porte-paroles autour de Nathalie Kosciusko-Morizet, que Guillaume Peltier intègre. Les médias le considèrent alors comme faisant partie de ceux qui comptent dans l'équipe de campagne de Nicolas Sarkozy. Très présent dans les médias il défend la stratégie et la ligne de campagne choisie par Nicolas Sarkozy, qui n'est « pas une stratégie droitière, mais une stratégie populaire » selon lui.
Il est battu aux législatives de 2012 par le candidat socialiste Jean-Patrick Gille, avec 58,20 % contre 41,80 %.
En juillet 2012, il lance le mouvement « La Droite forte » avec le conseiller régional d'Île-de-France Geoffroy Didier, et dépose la marque « La Droite forte » en vue du congrès de l'UMP,. La motion arrive en tête avec 28 % des suffrages exprimés le 18 novembre 2012, devant la Droite sociale de Laurent Wauquiez et la France moderne et humaniste de Jean-Pierre Raffarin. En février 2013, dans le cadre de la direction « partagée » entre Jean-François Copé et François Fillon, il devient vice-président de l’UMP au titre des mouvements, lors de la seconde vague de nomination après celle de janvier, en plus du vice-président délégué Luc Chatel, en poste depuis novembre 2012.
Pour répondre à la « fête de la Rose » du PS, il crée « la fête de la Violette », un rassemblement de militants, cadres et élus de l’UMP qui a lieu chaque premier week-end de juillet en Sologne. Le 6 juillet 2013, pour sa première édition, 1 500 militants sont réunis, et sont présents Jean-François Copé (président de l’UMP), Brice Hortefeux, ainsi que Bruno Le Maire comme invité d’honneur. Le 5 juillet 2014, pour sa deuxième édition, 2 500 militants ont fait le déplacement, ainsi que Luc Chatel (président de l’UMP par intérim), Brice Hortefeux, Frédéric Nihous ou encore Rachida Dati, invitée d’honneur.
Sa liste l'emporte lors des élections municipales de 2014 à Neung-sur-Beuvron (1 200 habitants), avec 61,85 % des voix lors de l'unique tour de scrutin. Une semaine plus tard, le 30 mars, il est élu maire par le conseil municipal. Le 18 avril 2014, il est élu président de la communauté de communes de la Sologne des Étangs (7 729 habitants), par 24 voix contre 3.
Le 21 janvier 2015, il est nommé par le nouveau président de l'UMP, Nicolas Sarkozy, secrétaire national fonctionnel aux fédérations professionnelles et coordonnateur adjoint des élections régionales. Le 6 janvier 2016, il est nommé porte-parole des Républicains, en tandem avec Guillaume Larrivé, Valérie Debord et Brigitte Kuster.
En décembre 2015, candidat sur les listes de Philippe Vigier dans le cadre des régionales en Centre-Val de Loire, il arrive en tête dans son département (34,08 % contre 33,73 au PS-EELV et 32,19 au FN), mais l'UMP-UDI échoue au niveau régional. Il devient ensuite président du groupe d'opposition au conseil régional.

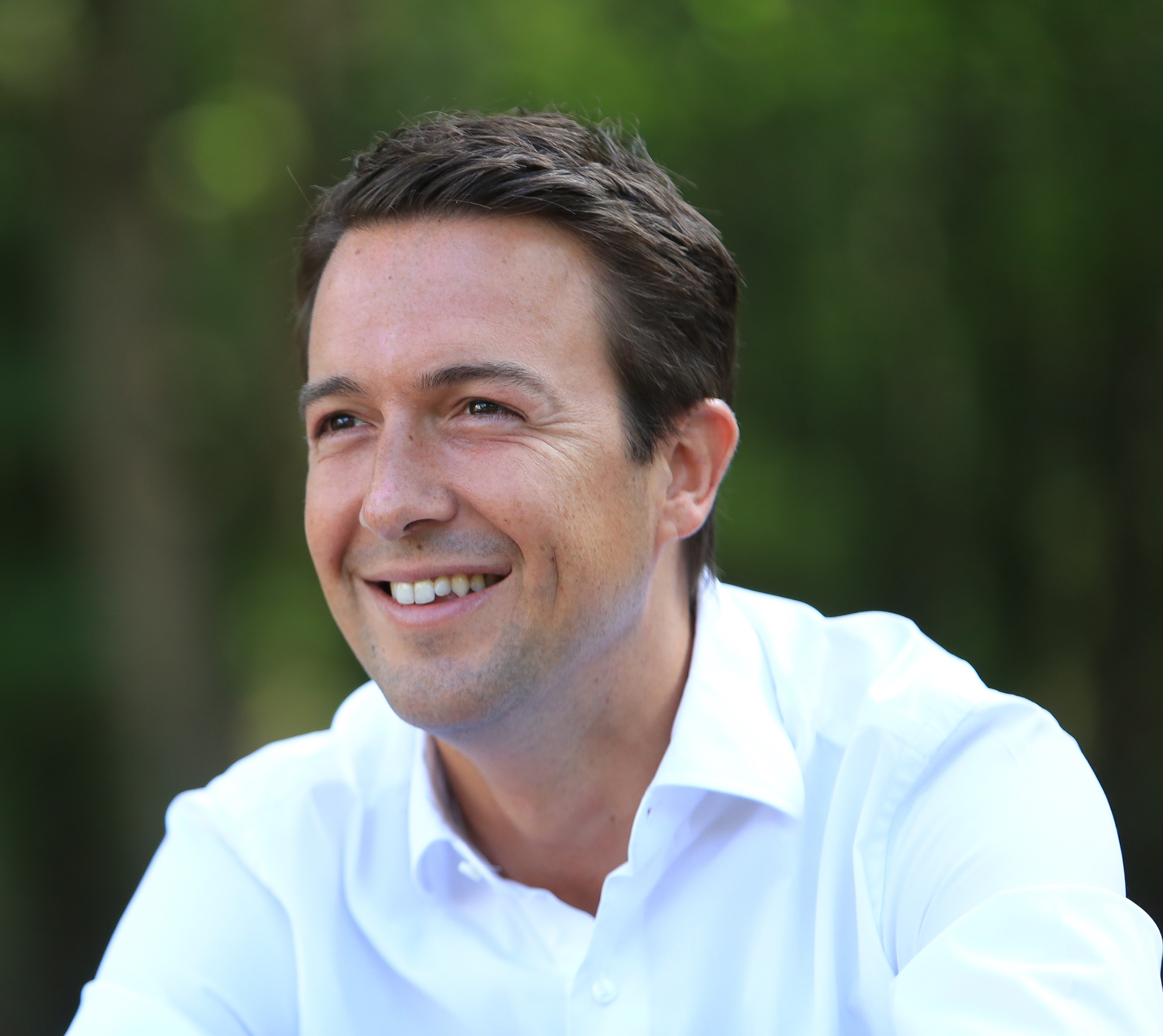
Guillaume Peltier en 2016.

Il soutient Nicolas Sarkozy pour le premier tour de la primaire présidentielle des Républicains de 2016. Dans le cadre de sa campagne, il est nommé avec plusieurs personnalités conseiller politique. Lors du second tour, il soutient François Fillon.
Le 18 juin 2017, il est élu député dans la deuxième circonscription de Loir-et-Cher avec 53,93 % des voix au second tour, ce qui le conduit à quitter la mairie de Neung-sur-Beuvron pour cause de non-cumul des mandats. Dans la foulée, le 27 juin 2017, il est élu vice-président du groupe LR à l'Assemblée nationale, et devient membre de la commission des Affaires culturelles et de l'Éducation. Le président de l'Assemblée nationale, François de Rugy, annonce en septembre 2017 sa nomination comme membre d'un des groupes de travail (La démocratie numérique et les nouvelles formes de participation citoyenne) visant à réformer l'Assemblée nationale.
Il parraine Laurent Wauquiez pour le congrès des Républicains de 2017. Le 13 décembre 2017, à la suite de la victoire de Laurent Wauquiez, il est nommé deuxième vice-président des Républicains.
En 2017, il crée le mouvement Les Populaires, qui rassemble une vingtaine de députés LR.
En septembre 2018, Guillaume Peltier se présente comme n'étant « ni libéral, ni socialiste », mais « travailliste » : il souhaite que « la droite propose un New Deal sur le plan économique, fondé sur un triptyque : la baisse des dépenses publiques, la baisse des charges pour les entreprises et la hausse des salaires pour les travailleurs ». Appelant à « faire valoir le travail plus que la finance », il préconise en 2018 une hausse de 10 à 20 % du Smic, provoquant une polémique au sein de la droite.
En octobre 2019, après l'élection de Christian Jacob à la présidence des Républicains, il devient « vice-président délégué » du parti, ce qui le met en deuxième place dans l'organigramme du parti ; ce titre est habituellement désigné sous le vocable « numéro deux ».
En juin 2021, Le Monde publie un article mettant en cause ses méthodes de travail, qui auraient provoqué la démission d'une vingtaine d'assistants parlementaires entre 2017 et 2021. Selon le journal, « rythme de travail effréné, demandes de tâches sans cesse urgentes, nombreux messages nocturnes, manque de considération expliquent cet intense turnover ».
Proche de Xavier Bertrand, il le soutient dans un premier temps dans la perspective de l'élection présidentielle de 2022, alors que Bertrand a quitté LR depuis 2017.
Estimant disposer d'un « vrai réseau de sympathisants de droite », Guillaume Peltier lance le 2 avril 2021 le micro-parti « Ensemble avec Guillaume Peltier » afin de rassembler des sympathisants n'étant pas nécessairement membres du parti LR. Ce nouveau mouvement vise à prendre le relais de l'association « Les amis de Guillaume Peltier » que le député avait fondé en 2017 dans son fief de Sologne.
En mai 2021, il revendique sa proximité avec Robert Ménard, maire d'extrême droite de Béziers, et se voit désavoué par Christian Jacob. Il propose ensuite de rétablir la Cour de sûreté de l'État pour lutter contre le terrorisme islamiste, en retirant la possibilité d'interjeter appel de ses décisions : cette dernière possibilité est publiquement rejetée par les principaux dirigeants de LR. En juillet 2021, Christian Jacob retire le statut de no 2 de LR à Guillaume Peltier après ses propos concernant Robert Ménard ; il est remplacé par Annie Genevard. Si officiellement il s'agit d'une réaction à cette dernière prise de position, Guillaume Peltier considère pour sa part qu'il s'agit d'une conséquence de son ralliement à Xavier Bertrand qui envisageait de se présenter à l'élection présidentielle en dehors de LR ; Peltier n'est plus no 2 de LR mais reste toutefois l'un des vice-présidents du parti.
Aux élections départementales de 2021, Guillaume Peltier est élu conseiller départemental dans le canton de Chambord, remportant ainsi avec Virginie Verneret le canton le plus peuplé de Loir-et-Cher, qui était détenu par la gauche depuis quarante-deux ans. Dans la foulée, il est élu président du groupe de la majorité au conseil départemental de Loir-et-Cher.
Finalement, alors qu'un congrès est organisé en 2021 afin de départager le candidat de la droite pour l'élection présidentielle de 2022, il apporte son soutien à Éric Ciotti.
Le 7 décembre 2021, il est démis de sa fonction de vice-président de LR par Christian Jacob après un tweet où il se demandait « comment rester insensible » au discours d'Éric Zemmour.

### Soutien d'Éric Zemmour (2022-2024)

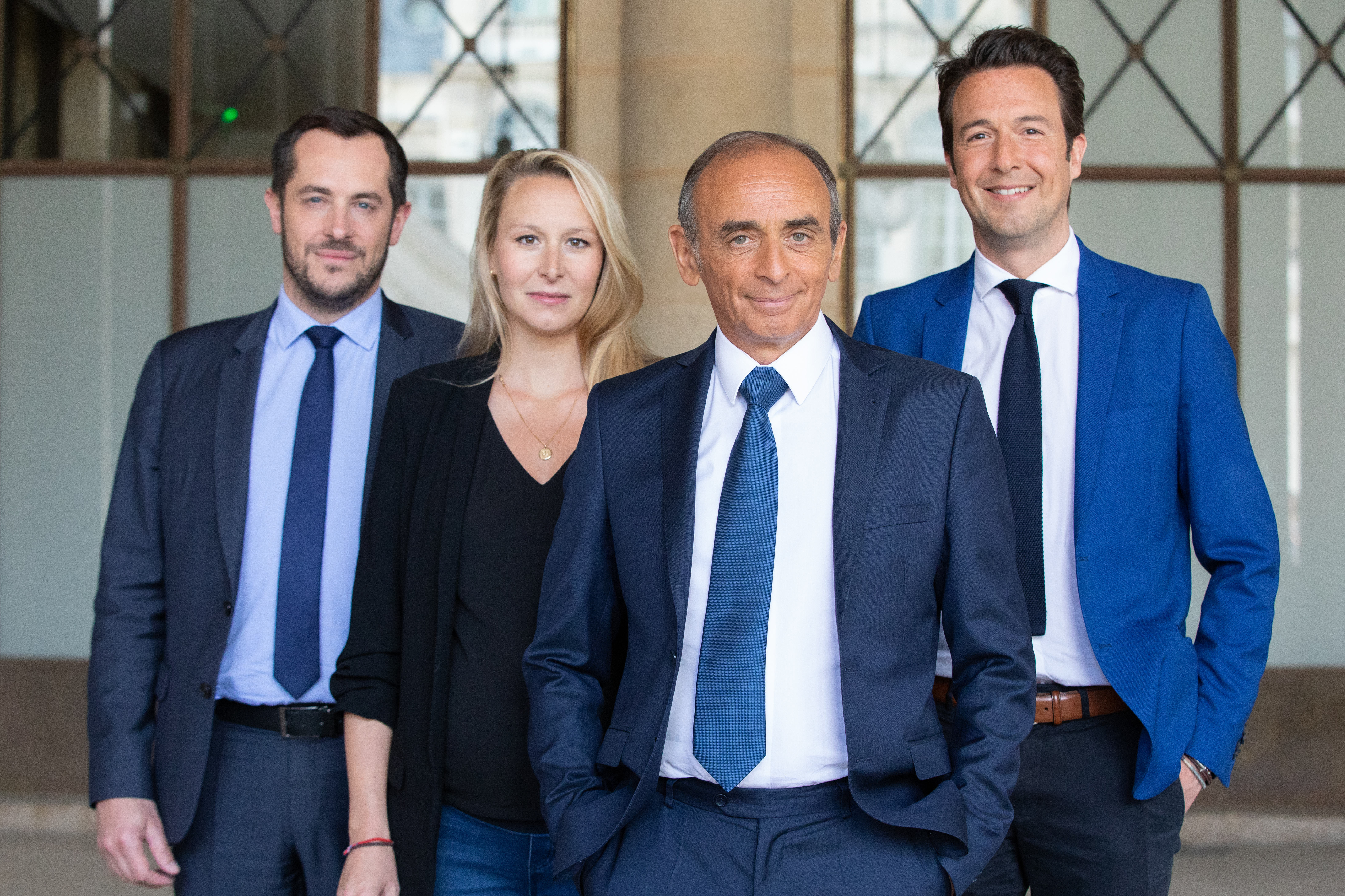
De gauche à droite : Nicolas Bay, Marion Maréchal, Éric Zemmour, Guillaume Peltier.

Le 9 janvier 2022, au cours de l'émission Le Grand Rendez-Vous, Guillaume Peltier annonce soutenir la candidature d'Éric Zemmour à l'élection présidentielle et rejoindre le parti Reconquête. Immédiatement, Christian Jacob, président du parti Les Républicains, confirme son exclusion du parti, suivie de celle du groupe parlementaire associé, tandis qu'il est nommé porte-parole d'Éric Zemmour puis vice-président de son parti. Par ailleurs, Guillaume Peltier démissionne de la présidence du groupe majoritaire du conseil départemental de Loir-et-Cher, où il rejoint les non-inscrits. Marine Le Pen affirme que Guillaume Peltier s'était auparavant rapproché du RN pour envisager son ralliement, ce qu'il dément.
Le Monde évoque alors la « première grosse prise de droite pour Éric Zemmour ». Alors que ce dernier est en difficulté dans le recueil des 500 signatures, Guillaume Peltier lui apporte son savoir-faire en la matière, acquis lors de la campagne présidentielle de 2007 au service de Philippe de Villiers.
Après avoir laissé planer le doute sur une éventuelle candidature pendant quelques semaines, il se déclare candidat aux élections législatives le 20 mai 2022, dans la deuxième circonscription de Loir-et-Cher, avec l'étiquette Reconquête,,.
Il est nommé en juin 2022 au sein du nouveau bureau exécutif, composé de cinq membres, de Reconquête. Son influence entraine toutefois des tensions internes, des élus ex-RN se disant maltraités et dénonçant une supposée mainmise de l’ex-LR sur le parti.
Au cours de la mandature 2017-2022 de l’Assemblée nationale, Guillaume Peltier se situe parmi les députés les moins présents et les moins actifs. Parmi ses votes les plus notables, il a soutenu les lois sécuritaires portées par le ministre de l'Intérieur Gérald Darmanin, dont la loi sur le maintien de l'ordre public lors des manifestations et la loi Sécurité globale. Il a également voté en faveur du retour des pesticides néonicotinoïdes et de la loi Pénicaud sur le code du travail. Il s'est en revanche opposé à la loi bioéthique, au passe vaccinal et à la loi de moralisation de la vie politique.
Le 12 juin 2022, au soir du premier tour des élections législatives, Guillaume Peltier est éliminé en arrivant en cinquième position dans sa circonscription : il perd son siège avec 13,99 % des voix. Aucun candidat de Reconquête, qui réalise un score de 4,24 % à l’échelle nationale, ne parvient à se qualifier pour le second tour du scrutin (y compris Éric Zemmour, battu dans la quatrième circonscription du Var), essuyant un second revers électoral après la défaite de Zemmour à l’élection présidentielle,. Le 22 juin 2022, à l’ouverture de la XVIe législature, le candidat du Rassemblement national élu lors du second tour, Roger Chudeau, lui succède.
Guillaume Peltier est numéro deux de la liste Reconquête pour les élections européennes de 2024, Marion Maréchal étant tête de liste. La liste ayant obtenu 5,47 % des voix et cinq élus, il devient député européen. Trois jours après les élections européennes et en préparation des élections législatives anticipées qui suivent, les trois vice-présidents de Reconquête (lui-même, Marion Maréchal et Nicolas Bay) ainsi que Laurence Trochu – représentant quatre des cinq nouveaux députés européens du parti – appellent à « soutenir, partout en France, les candidats uniques de la coalition des droites » avec l’alliance électorale entre le RN et Éric Ciotti, en opposition avec la ligne portée par Éric Zemmour,. Ce dernier évoque de leur part une trahison et annonce leur exclusion de Reconquête. 

### Député européen (depuis 2024)
Au Parlement européen, tout comme Marion Maréchal, Nicolas Bay et Laurence Trochu, Guillaume Peltier siège au sein du groupe Conservateurs et réformistes européens (CRE), avec en particulier les représentants de Frères d'Italie de la présidente du Conseil des ministres italienne Giorgia Meloni,. Il est membre de la commission des affaires économiques et monétaires (ECON).
En octobre 2024, il devient membre du parti d'extrême droite Identité-Libertés (IDL), lancé et présidé par Marion Maréchal.

## Affaire judiciaire
Le 24 janvier 2022, le procureur de Blois ouvre une enquête préliminaire à la suite de révélations de Mediapart sur l’utilisation de fonds publics par Guillaume Peltier au bénéfice de ses micro-partis.

## Synthèse des résultats électoraux

### Élections législatives
| Année | Parti                | Parti              | Circonscription | 1er tour | 1er tour | 1er tour | 2d tour | 2d tour | 2d tour |
| Année | Parti                | Parti              | Circonscription | Voix     | %        | Rang     | Voix    | %       | Issue   |
| ----- | -------------------- | ------------------ | --------------- | -------- | -------- | -------- | ------- | ------- | ------- |
| 2002  |                      | MPF                | 6e de la Marne  | 1 132    | 2,89     | 5e       |         |         | Éliminé |
| 2007  | 1re d'Indre-et-Loire | MPF                | 1 888           | 5,92     | 4e       |          |         | Éliminé |         |
| 2012  | 1re d'Indre-et-Loire |                    | UMP             | 10 197   | 28,65    | 2e       | 14 586  | 41,81   | Battu   |
| 2017  | LR                   | 2e de Loir-et-Cher | 12 170          | 29,08    | 1er      | 19 108   | 53,93   | Élu     |         |
| 2022  |                      | 2e de Loir-et-Cher | REC             | 5 523    | 13,99    | 5e       |         |         | Éliminé |

### Élections européennes
Les résultats ci-dessous concernent uniquement les élections où il est tête de liste.
| Année | Parti | Parti | Circonscription       | Voix   | %    | Rang | Sièges obtenus |
| ----- | ----- | ----- | --------------------- | ------ | ---- | ---- | -------------- |
| 2004  |       | MPF   | Massif central-Centre | 93 301 | 6,62 | 5e   | 0 / 6          |

### Élections départementales
| Année | Parti | Parti | Canton   | Colistier         | 1er tour | 1er tour | 1er tour | 2d tour | 2d tour | 2d tour |
| Année | Parti | Parti | Canton   | Colistier         | Voix     | %        | Rang     | Voix    | %       | Issu    |
| ----- | ----- | ----- | -------- | ----------------- | -------- | -------- | -------- | ------- | ------- | ------- |
| 2021  |       | LR    | Chambord | Virginie Verneret | 2 380    | 33,67    | 1er      | 3 638   | 50,91   | Élu     |

## Publication
- Milieu de cordée, Plon, 2019.